# Cybertron

Cybertron nel film Transformers 3 (2011)

Cybertron è il pianeta d'origine dei robot alieni chiamati Transformers, creati da Hasbro e Takara e resi famosi da fumetti, cartoni animati e dalla pentalogia cinematografica prodotta dalla Paramount Pictures e diretta da Michael Bay.
In Giappone Cybertron è anche la traduzione locale del nome della fazione Autobot (nell'edizione italiana Autorobot) e dei loro discendenti Maximal, che vengono considerati gli abitanti autoctoni del pianeta; di contro i Decepticon (nell'edizione italiana Distructor) e i loro discendenti Predacon sono stati rinominati Destron, ma entrambi i gruppi sono originari del pianeta Cybertron.
Il pianeta, la cui genesi varia leggermente a seconda dell'universo narrativo di riferimento, è quasi totalmente composto di metallo, con piccole percentuali di altri materiali; secondo alcune versioni della storia ospita al suo interno l'essenza di Primus, misteriosa entità creatrice dei Transformers.
Cybertron un tempo era un pianeta pacifico ma poi iniziò un guerra tra gli Autobot, che combattevano per la libertà, e i Decepticon, che sognavano la tirannia. Questa guerra iniziò su Cybertron ma poi continuò sulla Terra.

## Serie animata
Nella serie tv Cybertron è un piccolo pianeta usato dai Quintessenziali come fabbrica per l'assemblaggio di robot soldati e robot operai. A seguito di una ribellione i Quintessenziali lasciarono il pianeta e gli operai divennero gli Autobot e i soldati i Decepticon. Le due fazioni ingaggiarono una guerra civile, che è poi la base delle varie storie della serie animata.
In un periodo tra l'occupazione dei Quintessenziali e la guerra Autobot/Decepticon, Cybertron entrò in un "periodo d'oro", diventando di color oro. Lo sfruttamento delle risorse energetiche a causa della guerra però lo riportò alla sua colorazione originaria. Dopo che il leader degli Autobot Optimus Prime e il leader dei Decepticon Megatron giunsero sulla Terra, Cybertron cadde in uno stato di sonno per 4 milioni di anni, Shockwave mantenne il pianeta in questa situazione di stallo fino al risveglio di Megatron nel 1984 e la conquista del pianeta nel 2005.
Dopo l'attacco di Unicron su Cybertron, e la sua sconfitta, gli Autobots furono capaci di reclamare il pianeta, costringendo i Decepticons a ritirarsi su Chaar, un oscuro e sperduto pianeta. Nella parte finale di "The Rebirth", Vector Sigma assorbe le energie di una vicina supernova, caricando Cybertron e dando vita ad una nuova età d'oro.
Nella serie animata Transformers Headmaster, che sostituisce in Giappone la serie americana The Rebirth, si vede la distruzione di Cybertron ad opera del Decepticon Scorponok/Lord Zarak, durante una battaglia per impadronirsi di una nuova lega metallica generata da Vector Sigma. Nelle successive serie nipponiche (Godmaster, Victory e Zone), non si fa più riferimento a Cybertron.
Nelle serie Transformers Beast Wars (nota in Italia come Biocombat) e Transformers Beast Machines, si torna a parlare di Cybertron, che è anche l'ambientazione della seconda serie: tuttavia, il pianeta viene presentato nuovamente oscuro e desolato, non come il pianeta dorato della serie Rebirth (è plausibile che queste serie seguano il filo narrativo di Rebirth). Nella serie Beast machines viene rivelata l'origine organica del pianeta.  Alla fine della serie, con il sacrificio di Optimus Primal, il pianeta subisce una trasformazione divenendo un pianeta in parte organico, in parte tecnologico.
Cybertron è stato mostrato possedere tre lune, due delle quali, la “Base Lunare Uno” o “Luna Alpha” e la "Base Lunare due" o "Luna Beta", consumate da Unicron nel 2005. La testa di Unicron divenne poi un satellite artificiale quando il suo corpo venne distrutto dall'interno dall'apertura della matrice da parte di Hot Rod diventato Rodimus Prime ("Captain" nella versione italiana), contenente l'unica energia in grado di distruggerlo durante il suo attacco a Cybertron.
La posizione originaria di Cybertron nella galassia non è mai stata svelata nella serie animata, ma diversi dettagli dimostrano che si trova vicino alla Terra.

## Fumetti Marvel
Cybertron è materialmente il corpo del robot Primus, che era la controparte buona di Unicron. Primus creò i Transformers facendoli "germogliare", un processo simile alla divisione cellulare.  Primus cancellò la memoria sulla loro nascita. Durante l'assenza di 4 milioni di anni di Optimus Prime e Megatron, una guerra fu combattuta tra Emirate Xaaron e Lord Straxus finché i due leader non ritornarono nel 1984. L'intervento di Shockwave, Starscream, Galvatron e Bludgeon portò avanti la guerra fino a che gli Autobots e i Decepticons si allearono temporaneamente per difendere il pianeta da Unicron, e più tardi unirono nuovamente le forze per combattere contro Jhiaxus.
Nei fumetti prodotti dalla Marvel Comics viene detto che Cybertron originariamente si trovava vicino ad Alpha Centauri ma che poi fu spinto fuori dalla sua orbita a causa della guerra durata milioni di anni.

## Trilogia cinematografica
Nei primi due film della saga, si parla ben poco del pianeta originario dei Transformers, ma nel terzo viene messo in primo piano. Sentinel Prime 
cadde con l'astronave Arca nel 1961 sulla Luna, con lui trasportava centinaia di pilastri che avevano la capacità di rimodellare l'universo, creare dei ponti spaziali e trasportare la materia via spazio e via tempo. Tutto questo gli serviva perché anni prima aveva stretto un patto con Megatron per salvare Cybertron, quindi dovevano trasportare energie sul loro pianeta, e i pilastri servivano proprio a quello. Ma durante gli ultimi giorni della battaglia, alcuni Decepticons (forse non informati del patto tra Sentinel e Megatron) attaccarono l'Arca facendola dirottare. Nel 1969 il primo uomo sulla Luna va a esplorare proprio la navicella per vedere cosa contenesse. Nel 2012 Sentinel viene risvegliato e con lui vengono ritrovati solo 5 pilastri compreso quello centrale, il resto dei pilastri furono rubati su ordine forse di Shockwave prima dell'atterraggio dell'Apollo 11, e molti Decepticon rimasero intrappolati sulla Luna. Dal 1972 ad oggi Soundwave e Laserbeak hanno impedito che l'uomo tornasse sulla luna facendo apparire le missioni troppo costose, tutto questo lo facevano per tenere nascosto a tutti il segreto che si celava nel lato oscuro. Sempre Megatron riesce a far cascare nel suo piano Optimus, che nel frattempo ha ritrovato Sentinel, e solo lui poteva risvegliarlo grazie al potere della Matrice, e serviva per far attivare i pilastri. Quando si scopre che Sentinel vuole usare la popolazione mondiale come schiavi per ricostruire Cybertron, Optimus gli dichiara guerra. Il trasporto di Cyberton sulla Terra intanto è iniziato. Alla fine Optimus riuscirà ad uccidere Sentinel, Megatron e Shockwave (Governatore del loro pianeta fino a questo momento) distruggendo però la sua patria. 
In Transformers - L'ultimo cavaliere si scopre che Cybertron è stato ricostruito dalla maga Quintessa dopo che ne ha trovato i resti.

## La sua creazione
All'origine di tutto esistevano solo due entità: Primus, dio della creazione, e Unicron, dio della distruzione. Non si sa come sia iniziata la guerra tra i due, ma combatterono con tutte le loro forze. Al culmine di questa battaglia, Primus creò dodici Prime, esseri potentissimi che lo aiutarono a vincere la guerra. Il corpo di Unicron venne spedito nello spazio, e Primus, allo stremo delle sue forze divenne un nucleo, e creò il pianeta Cybertron, affidando ai dodici prime il comando, e generando dal suo nucleo quelli che poi divennero gli abitanti del suo pianeta: i Transformers. Questa è una versione della storia della creazione, nel quale poi si scoprirà che fine ha fatto il corpo di Unicron, ma questa è un'altra storia.